# Список голів Львівської обласної ради
| Ім'я                            | Каденція                              | Партійність              |
| ------------------------------- | ------------------------------------- | ------------------------ |
| Чорновіл В'ячеслав Максимович   | Квітень 1990 — квітень 1992           | Народний Рух України     |
| Горинь Микола Миколайович       | Квітень 1994 — квітень 1997           |                          |
| Фурдичко Орест Іванович         | Квітень 1997 — квітень 1998           |                          |
| Сенчук Степан Романович         | 14 квітня 1998 — 5 липня 2001         |                          |
| Гадзало Ярослав Михайлович      | Липень 2001 — квітень 2002            |                          |
| Сендак Михайло Дмитрович        | 30 квітня 2002 — квітень 2006         |                          |
| Сеник Мирослав Петрович         | 28 квітня 2006 — 30 листопада 2010    |                          |
| Панькевич Олег Ігорович         | 30 листопада 2010 — 23 листопада 2012 | ВО «Свобода»             |
| Колодій Петро Несторович        | 23 листопада 2012 — 12 листопада 2015 | ВО «Свобода»             |
| Ганущин Олександр Олександрович | 18 листопада 2015 — 1 грудня 2020     | Блок Петра Порошенка     |
| Гримак Ірина Ярославівна        | 1 грудня 2020 — 6 квітня 2023         | Європейська Солідарність |
| Гірник Євгеній Володимирович    | з 6 квітня 2023 — травень 2023, в.о.  | ВО «Батьківщина»         |
| Холод Юрій Ігорович             | з травня 2023 року, в.о. — досі, в.о. | ПП "Слуга Народу"        |